# Maple Leaf Trot
Maple Leaf Trot, är ett travlopp för varmblodiga hästar som körs på Mohawk Racetrack i Campbellville i Ontario i Kanada. Loppet är ett sprinterlopp över 1609 meter med autostart, och första upplagan kördes år 1950.

## Platser
- Thorncliffe Park Raceway: (1950-1953)
- Old Woodbine / Greenwood Raceway: (1954-1993)
- Woodbine Racetrack: (1994-2001)
- Mohawk Racetrack: (2002–idag)

Första upplagan av Maple Leaf Trot kördes under namnet Maple Leaf Cup Trot den 3 augusti 1950 på Thorncliffe Park Raceway. 1954 flyttades loppet till Old Woodbine, som senare döptes om till Greenwood Raceway 1963. Loppet kördes där ända till banan stängdes 1993. Från 1994 till och med 2001 hölls loppet på Woodbine Racetrack, och flyttades sedan till sin nuvarande plats vid Mohawk Racetrack.

## Vinnare
| År     | Häst              | Kusk                  | Tränare                 | Tid               |
| ------ | ----------------- | --------------------- | ----------------------- | ----------------- |
| 2023   | Alrajah One       | Dexter Dunn           | Åke Svanstedt           | 1:50:2            |
| 2022   | Back Of The Neck  | Tim Tetrick           | Åke Svanstedt           | 1:51:0            |
| 2021   | Lindy The Great   | James MacDonald       | Julie Miller            | 1:51:3            |
| 2020   | Atlanta           | Yannick Gingras       | Ron Burke               | 1:50:4            |
| 2019   | Guardian Angel AS | Tim Tetrick           | Anette Lorentzon        | 1:50:4            |
| 2018   | Crazy Wow         | Jody Jamieson         | Marcus Melander         | 1:51:1            |
| 2017   | Hannelore Hanover | Yannick Gingras       | Ron Burke               | 1:51:1            |
| 2016   | Resolve           | Åke Svanstedt         | Åke Svanstedt           | 1:51:4            |
| 2015   | Bee A Magician    | Brian Sears           | Richard "Nifty" Norman  | 1:52:3            |
| 2014   | Intimidate        | Sylvain Filion        | Luc Blais               | 1:54:2            |
| 2013   | Market Share      | Tim Tetrick           | Linda Toscano           | 1:51:1            |
| 2012   | Mister Herbie     | Jody Jamieson         | Jeffrey Gillis          | 1:50:4            |
| 2011   | San Pail          | Randy Waples          | Rodney Hughes           | 1:51:1            |
| 2010   | San Pail          | Randy Waples          | Rodney Hughes           | 1:51:3            |
| 2009   | San Pail          | Randy Waples          | Rodney Hughes           | 1:52:1            |
| 2008   | Arch Madness      | Brian Sears           | Trond Smedshammer       | 1:52:0            |
| 2007   | Equinox Bi        | Trevor Ritchie        | Jan Nordin              | 1:53:4            |
| 2006   | Peaceful Way      | Trevor Ritchie        | Dave Tingley            | 1:53:3            |
| 2005   | Mr. Muscleman     | Ronald Pierce         | Mike Vanderkemp         | 1:52:1            |
| 2004   | Mr. Muscleman     | Ronald Pierce         | Mike Vanderkemp         | 1:53:2            |
| 2003   | Rotation          | Trevor Ritchie        | Harald Lunde            | 1:53:2            |
| 2002   | Fools Goal        | Jack Moiseyev         | Jim Doherty             | 1:53:1            |
| 2001   | Plesac            | Douglas S. Brown      | John Butenschoen        | 1:53:2            |
| 2000   | Magician          | David Miller          | Earl Cruise             | 1:52:3            |
| 1999   | Goodtimes         | Dave Wall             | John Bax                | 1:53:2            |
| 1998   | Hanko Angus       | Rick Zeron            | Rick Zeron              | 1:54:0            |
| 1997   | Supergrit         | Mark Jordan           | Mark Jordan             | 1:55:0            |
| 1996   | Wesgate Crown     | Catello Manzi         | Robert MacKenzie        | 1:54:0            |
| 1995   | Glorys Comet      | John Holmes           | George Peters           | 1:55:1            |
| 1994   | Earl              | Roger Mayotte         | Chris Christoforou, Sr. | 1:54:2            |
| 1993   | Program Speed     | William Gale          | William G. Robinson     | 1:56:4            |
| 1992   | No Sex Please     | Ron Waples            | Ron Waples              | 1:57:0            |
| 1991   | H H Killington    | Mario Baillargeon     | Rick Quesnel            | 1:57:4            |
| 1990   | No Sex Please     | Ron Waples            | Ron Waples              | 1:57:0            |
| 1989   | No Sex Please     | Ron Waples            | Ron Waples              | 1:56:2            |
| 1988   | Natural Image     | Steve Condren         | Brad Maxwell            | 1:56:3            |
| 1987   | Franconia         | John Campbell         | Ron Gurfein             | 1:57:2            |
| 1986   | Grades Singing    | Hervé Filion          | Hervé Filion            | 1:57:2            |
| 1985   | Manfred Hanover   | Patsy Rapone          | Walt Szczepanski        | 1:58:1            |
| 1984   | Bridger           | Ron Waples            | Dave Green              | 1:57:2            |
| 1983   | Bridger           | John Campbell         | Dave Green              | 1:58:2            |
| 1982   | Bobbo             | Norman C. Jones       | Norman C. Jones         | 1:59:3            |
| 1981   | Super Marty       | Herman Hylkema        | Herman Hylkema          | 2:00:1            |
| 1980   | Lindy's Crown     | Larry Walker          | Howard Beissinger       | 2:00:4            |
| 1979   | Cold Comfort      | Billy Haughton        | Billy Haughton          | 1:59:3            |
| 1978   | Cold Comfort      | Peter Haughton        | Billy Haughton          | 2:01:1            |
| 1977   | Ima Lula          | Joe O'Brien           | Joe O'Brien             | 1:59:2            |
| 1976   | Savoir            | Ben Steall            | Al Thomas               | 2:04:1            |
| 1975-1 | Savoir            | John Chapman          | John Chapman            | 2:01:4            |
| 1975-2 | Delmonica Hanover | John Chapman          | Harold R. Dancer        | 2:02:2            |
| 1974   | Colonial Charm    | Jack Bailey           | Glen Garnsey            | 2:01:1            |
| 1973   | Flower Child      | Joe O'Brien           | Joe O'Brien             | 2:00:2            |
| 1972   | Speedy Crown      | Howard Beissinger     | Howard Beissinger       | 2:00:3            |
| 1971   | Grandpa Jim       | Richard L. Farrington | Robert G. Farrington    | 2:01:2            |
| 1970   | Grandpa Jim       | Robert G. Farrington  | Robert G. Farrington    | 2:00:4            |
| 1969   | Grandpa Jim       | Robert G. Farrington  | Robert G. Farrington    | 2:01:3            |
| 1968   | Earl Laird        | James H. Cruise, Sr.  | James H. Cruise, Sr.    | 2:02:0            |
| 1967   | Critic's Choice   | Ron Feagan            | Frank Safford           | 2:02:2            |
| 1966   | Sprite Kid        | Roger White           | Roger White             | 2:02:0            |
| 1965   | Duke Rodney       | Don Huff              | Don Huff                | 2:29:4            |
| 1964   | Tie Silk          | Marcel Dostie         | Marcel Dostie           | 2:31:1            |
| 1963   | Tie Silk          | Frank Baise           | Frank Baise             | 2:28:0            |
| 1962   | Duke of Decatur   | Keith Waples          | Keith Waples            | 2:04:0            |
| 1961   | Tie Silk          | Howard Beissinger     | Howard Beissinger       | 2:07:3            |
| 1960   | Selka Song        | Harold A. McKinley    | Harold A. McKinley      | 2:07:2            |
| 1959   | Selka Song        | Harold A. McKinley    | Harold A. McKinley      | 2:04:1            |
| 1958   | Mr. Baldridge     | Philippe Dussault     | Philippe Dussault       | 2:02:1            |
| 1957   | In Free           | Harold A. McKinley    | Harold A. McKinley      | 2:07:2            |
| 1956   | Inget lopp kördes | Inget lopp kördes     | Inget lopp kördes       | Inget lopp kördes |
| 1955   | Inget lopp kördes | Inget lopp kördes     | Inget lopp kördes       | Inget lopp kördes |
| 1954   | Ben Boy           | Keith Waples          | Keith Waples            | 2:10:0            |
| 1953   | Vanduzen          | Jack H. Mehlenbacher  | Jack H. Mehlenbacher    | 2:07:0            |
| 1952   | Celia's Counsel   | William L. Rowe       | William Earl Rowe       | 2:08:0            |
| 1951   | Projectile        | Philippe Dussault     | Philippe Dussault       | 2:14:0            |
| 1950-1 | Morris Mite       | Ephraim L'Heureux     | Ephraim L'Heureux       | 2:08:2            |
| 1950-2 | Adeline Hanover   | Harold F. Wellwood    | Harold F. Wellwood      | 2:13:2            |